# 奧托·斯科爾茲內
奧托·斯科尔茲內（德語：Otto Skorzeny；1908年6月12日—1975年7月5日），第二次世界大戰著名德軍特種部隊指挥官，曾指挥數起著名行動，綽號「欧洲最危险的男人」。
二战后，斯科爾茲內和以色列摩萨德合作從事情報工作。

## 生平
奧托·斯科爾茲內是党卫队軍官，臉上有年輕時因擊劍留下的刀疤，看起來令人印象深刻。奧托·斯科爾茲內指揮最著名的行動是救出被意大利王國新政府推翻並囚禁的墨索里尼。墨索里尼那時被囚禁在易守難攻的山中旅館，但奧托·斯科爾茲帶領傘兵空降在相當狹小的空降場之上，在沒開槍的情況下迅速解決毫無防備的義大利警察，並且帶著墨索里尼成功逃出。（詳見橡樹行動）
1944年3月納粹德國在得知匈牙利試圖向盟軍投降時出兵佔領了匈牙利，10月16日在希特勒命令下，奧托·斯科爾茲帶領的特種部隊佔領了匈牙利布達佩斯皇宮綁架了攝政王霍爾蒂及其兒子，即鐵拳行動，扶植箭十字黨上台，匈牙利王國由德國盟國變成德國的傀儡政權。
另一次成功的作戰則是在突出部戰役之前，奧托·斯科爾茲內手下的150名特種兵偽裝成美軍，穿上美軍的制服武器，拿著美軍的身分證件，開著繳獲的吉普車與坦克，穿過默茲河，滲透後方破壞道路橋樑，對美軍造成相當困擾，在列日的一支特種兵分隊被俘後甚至編造一個謊言說：「斯科爾茲內的特種兵將滲透到巴黎的所有道路，以等待時機集合並暗殺盟軍最高司令艾森豪威爾」，這個謊言使盟軍相信，連盟軍指揮官艾森豪都被迫留在自己的司令部中以防被德軍特種部隊刺殺。第二次世界大戰後奧托·斯科爾茲囚禁一段時間之後在盟军监管下1948年從拘留所逃脫，在巴伐利亞的農場裡躲藏了18個月，並在巴黎和薩爾斯堡度過了一段時間，最後定居在西班牙。于1975年7月5日在西班牙馬德里罹患肺癌去世，享年67歲。
斯科尔兹在二战后出任过数个中东国家的军事顾问。
上述兩次史實都在1970年代拍成電影：第1部為 《纳粹16死士》又名《猛鹰雄风》；第2部名為《坦克大決戰》。

## 誤解
受電影《纳粹16死士》（The Eagle Has Landed）的影響，人們常常以為奧托·斯科爾茲內是空軍軍官。